# Kiaby församling
Kiaby församling var en församling i Lunds stift och i Kristianstads kommun. Församlingen uppgick 2002 i Bäckaskogs församling.

## Administrativ historik
Församlingen har medeltida ursprung. Församlingen införlivade omkring 1635 (en äldre) Bäckaskogs församling. 
Församlingen var till 1635 annexförsamling i pastoratet Bäckaskog och Kiaby för att därefter från 1635 till 1962 vara annexförsamling i pastoratet Ivö och Kiaby. Från 1962 till 2002 annexförsamling i pastoratet Trolle-Ljungby, Ivö och Kiaby. Församlingen uppgick 2002 i Bäckaskogs församling.

## Kyrkor
- Kiaby kyrka